# Arcapa

Armênia em 150. Airarate situa-se mais ao centro

Arcapa foi um forte armênio do cantão de Cogovita, no distrito de Airarate. Em 10 de agosto de 643, um exército invasor do Califado Ortodoxo atacou e conquistou-o, mas foi reconquistado no dia seguinte por Teodoro Restúnio, governador da Armênia sob o Império Bizantino.